# هاینفلس
هاینفلس (به آلمانی: Heinfels) یک شهر در اتریش است که در لاینس واقع شده‌است. هاینفلس ۱۴٫۵۶ کیلومتر مربع مساحت دارد ۱٬۰۷۸ متر بالاتر از سطح دریا واقع شده‌است.